# غرسنياوية
الغرسنياوية (الاسم العلمي:Garcinieae) هي قبيلة من النباتات تتبع فصيلة الكلوزية من رتبة الملبيغيات.

## أجناس الغرسنياوية
- الغرسنية